# 马杜库尔
马杜库尔（Madukkur），是印度泰米尔纳德邦坦贾武尔县的一个城镇。总人口15171（2001年）。

## 人口
该地2001年总人口15171人，其中男性7173人，女性7998人；0—6岁人口1850人，其中男931人，女919人；识字率71.96%，其中男性为77.76%，女性为66.75%。